# Myrmecomymar masneri
Myrmecomymar masneri är en stekelart som beskrevs av Yoshimoto 1990. Myrmecomymar masneri ingår i släktet Myrmecomymar och familjen dvärgsteklar. Inga underarter finns listade i Catalogue of Life.